# Булей, Анри Мари
Анри Мари Булей (фр. Henri Marie Bouley; 1814—1885) — французский ветеринар и патолог; первый член и, впоследствии, президент Французской академии наук, избранный из числа ветеринаров.

## Биография
Анри Мари Булей родился 17 мая 1814 года. Сын известного парижского ветеринара, что во многом и предопределило его судьбу: он пошёл учиться в Альфортскую ветеринарную школу (фр. École nationale vétérinaire d'Alfort). 
В 1839 году он получил в альма-матер звание адъюнкта хирургической патологии и оперативной хирургии, а в 1845 году был назначен ординарным профессором этой кафедры, которую занимал до 1866 года, когда был назначен главным инспектором всех ветеринарных школ и ветеринарной части во Франции (Service des épizooties). 
С 1845 по 1885 года он редактировал «Recueil de médecine vèterinaire» и, кроме того, издавал «Ветеринарно-медицинский и хирургический словарь».
Когда в 1850 году французское правительство создало комиссию для исследования «повального воспаления легких у рогатого скота», то главой этой комиссии был назначен Булей, доказавший несомненную контагиозность этой болезни. 
В 1880 году он (первый из ветеринаров) был избран профессором сравнительной патологии в Национальном музее естественной истории (Париж). 
В 1868 года удостоился избрания в члены Парижской академии наук. 
В 1884 году Анри Мари Булей был избран вице-президентом Французской академии, а в 1885 году возглавил её; однако смерть не позволила осуществить все его замыслы, 2 декабря того же года Анри Мари Булей скончался.
В течение своей 48-летней профессорской деятельности Булей был членом и президентом многих ученых обществ.
5 сентября 1889 года в Альфортской ветеринарной школе, где учился будущий академик, была, в присутствии представителей многих ученых обществ и корпораций Франции и многих других государств, открыта статуя Булею в знак признания его заслуг.

## Научная деятельность
Анри Мари Булей
1. Доказал разницу между оспой человека и вакциной;
2. Первым представил с учением о контагиозности сапа во всех его формах и указал способы распознавания этой болезни;
3. Первый выступил защитником меры убивания при чуме рогатого скота.

Однако, согласно «ЭСБЕ», несмотря на перечисленные заслуги, Булей более известен как популяризатор научных идей и как общественный деятель.